# 가네가사키정
가네가사키정(일본어: 金ケ崎町)은 일본 이와테현 남서 내륙부에 있는 이사와군의 정이다.

## 역사
고대에는 야마토 조정의 에조 정벌과 젠구넨 전쟁, 고산넨 전쟁 등의 전장이 되었고 근세에는 다테번 북쪽 한계의 마을로서 난부번과 국경을 접하고 있었다. 메이지 시대 이후에는 리쿠추국, 미즈사와현, 이치노세키현, 미즈사와현, 이와이현, 이와테현에 속했다.
- 1889년 4월 1일 - 정촌제 시행으로 이사와군 가네가사키촌, 나가오카촌이 성립하였다.
- 1925년 9월 1일 - 가네가사키촌이 정으로 승격해 가네가사키정이 되었다.
- 1954년 10월 1일 - 기타카미시의 일부를 편입하였다.
- 1955년 3월 1일 - 구 가네가사키정과 나가오카촌이 합병해 새로운 가네가사키정이 되었다.

## 인구
| 연도 | 인구   | ±%     |
| ---- | ------ | ------ |
| 1920 | 9,164  | —      |
| 1930 | 10,295 | +12.3% |
| 1940 | 11,276 | +9.5%  |
| 1950 | 16,417 | +45.6% |
| 1960 | 16,958 | +3.3%  |
| 1970 | 14,872 | −12.3% |
| 1980 | 14,973 | +0.7%  |
| 1990 | 15,672 | +4.7%  |
| 2000 | 16,383 | +4.5%  |
| 2010 | 16,325 | −0.4%  |

## 교통

### 철도
- 동일본 여객철도 도호쿠 본선

### 도로
- 국도 4호선